# Peperomia bellatula
Peperomia bellatula är en pepparväxtart som beskrevs av Truman George Yuncker. Peperomia bellatula ingår i släktet peperomior, och familjen pepparväxter. Inga underarter finns listade i Catalogue of Life.